# The Elder Scrolls IV: Oblivion
The Elder Scrolls IV: Oblivion (укр. Стародавні сувої IV: Забуття) — рольова відеогра для одного гравця, розроблена Bethesda Game Studios. Випущена Bethesda Softworks та дочірньою компанією Take-Two Interactive 2K Games. Це четверта гра в серії The Elder Scrolls.
Події гри відбуваються у вигаданій провінції Сироділ, в столиці Тамріельскої імперії - Імперському місті - і його околицях. Відповідно до сюжету гри головний герой протистоїть організації «Міфічний Світанок», що поклоняється демонічному божеству Мерунесу Даґону і намагається відкрити портал у один із планів буття під назвою Мертві землі, що є частиною багатьох зовнішніх світів під загальною назвою - Облівіон (з англ. - «Забуття»). Як і в попередніх іграх серії, світ Oblivion повністю відкритий для дослідження - гравець може вільно подорожувати по ньому, самостійно знаходячи цікаві місця і завдання.
Розробка Oblivion почалася в 2002 році відразу після виходу попередньої частини серії - Morrowind. Oblivion використовувала покращений фізичний рушій Havok і розроблену самою студією Bethesda систему штучного інтелекту Radiant AI, яка дозволила зробити поведінку неігрових персонажів більш складнішою і правдоподібною. Застосування методів процедурної генерації дозволило розробникам прискорити створення реалістичних ландшафтів. На відміну від попередніх ігор серії, в Oblivion всі діалоги з неігровими персонажами озвучені.
Oblivion отримала схвальні оцінки преси і ряд нагород від різних видань і організацій, в тому числі «Гра року»; особливі похвали отримала графіка, великий світ гри і штучний інтелект неігрових персонажів. Гра отримала комерційний успіх - до 2007 року було продано понад 3 мільйони копій гри. Для Oblivion були випущені два великих офіційних доповнення: Knights of the Nine ( «Лицарі Дев'яти») і Shivering Isles ( «Тремтячі Острови»), а також вісім дрібних офіційних плагінів, які додають нові локації, квести і можливості. Видання The Elder Scrolls IV: Oblivion Game of the Year Edition, що включає обидва доповнення, вийшло восени 2007 року.

## Геймплей
Oblivion — гра з нелінійним сюжетом. Гравець може відкласти виконання основного квесту, або й забути про нього, якщо йому до вподоби дослідження великого світу гри. Він може виконувати побічні квести, взаємодіяти з іншими неконтрольваними гравцем персонажами, убивати чудовиська чи розвивати характеристистики свого героя. Гра продовжується навіть після виконання основного завдання, у розпорядженні гравця залишається відкритий світ з містами, гільдіями, печерами та чудовиськами. Гра не має фіналу, тому розвивати свого персонажа можна поки не набридне. Oblivion використовує ту ж систему швидкого переміщення, що й Arena та Daggerfall. Коли гравець приходить в якусь місцевість, вона позначається значком на карті світу. Надалі туди можна переноситися з будь-якої іншої місцини, але не посеред бою. Під час швидкого переміщення, час у світі рухається у відповідності до того, скільки б могла тривати така мандрівка. Гра розцінює як бій таку ситуацію, коли неподалік від героя є ворожа до нього істота або інший персонаж, незалежно від того, чи знає про це герой та його супротивник.
Головний герой може пересуватись верхи, коня можна купити у стайні або вкрасти.
Основний елемент Oblivion — розвиток головного героя. На початку гри гравець вибирає одну з людських чи антропоморфних рас, кожна з яких має свій власний набір природних характеристик, і те, як його герой повинен виглядати. Завдання гравця покращувати [вміння] свого героя, тобто числові показники його або її здібностей у певних областях. Сім з цих [умінь] вибираються майже на початку гри як основні, інші 14 називають неосновними. Кожного разу, коли показники основних [умінь] зростають у сукупності на 10, герой підвищує свій [рівень]. При цьому виникає можливість покращити [атрибути] героя. [Атрибути] — загальніші властивості героя, такі як сила або сила волі, а [вміння] — конкретніші, такі, як [вправність із мечем] або магія із розділу [знищення]. Коли конретне [вміння] гравця досягає показників 25, 50, 75 або 100, гра винагороджує його особливими додатковими можливостями. 21 [вміння] рівномірно розподілене по категоріях бою, магії та спритності. Бойові [вміння] використовуються винятково для бою, до них належать навички поводження з латами та зброєю: мечами, сокирами, луками, булавами, молотами. Магічні [вміння] визначають можливості героя з використання заклинань для того, щоб викликати певні зміни у фізичному світі, вплинути на розум інших персонажів, наносити супротивникам рани чи робити їх небоєздатними, викликати собі на допомогу призваних помічників з різних планів Облівіону, лікувати рани тощо. [Вміння] із категорії спритність допомагають герою зламувати замки, торгуватися, маніпулювати людьми й використовувати хитрощі в бою, наприклад, підкрадатися до супротивника для нанесення першого удару в несподіваній атаці.
Заклинання, зброю та інші необхідні знаряддя можна придбати в крамницях, украсти в інших персонажів чи отримати як здобич від переможених ворогів.
Гравець може бачити світ Oblivion за своїм вибором від першого та третього лиця. Цей вибір можна змінити в будь-яку мить. Гравець також може змінити в будь-яку мить рівень складності гри. На екрані висвітлюється інформація про [здоров'я], [ману] та [витривалість] героя. [Здоров'я] можна відновити за допомогою чарів, еліксирів або відпочинком, повна втрата [здоров'я] призводить до смерті. [Мана] — запас магічної сили героя, яка витрачається при кожному заклинанні. З часом вона природно відновлюється, хоча її можна відновити іншими засобами, подібно до [здоров'я]. Ефективність героя в бою залежить від [втоми] .
У грі є велика різноманітність ворогів, серед яких як звичні чудовиська світів фентезі на кшталт імпів чи гоблінів, так і тварини на зразок ведмедів чи вовків. Вороги стають сильнішими при зростанні [рівня] героя. Така механіка гри, масштабування за рівнем, задумана для підтримання постійної помірної складності. Однак, масштабування за рівнем у сукупності з системою підвищення рівня отримали долю критики через можливість втрати рівноваги в грі: якщо основні [вміння] героя належать до тих, що зростають на незалежній від його вибору основі, наприклад, атлетизм росте при бігу, а вміння користуватися латами при отриманні ударів, рівень героя може зростати надто швидко, що робить супротивників сильнішими, ніж було задумано.

## Сюжет
Дії Oblivion розгортаються через кілька років після подій гри The Elder Scrolls III: Morrowind, хоча нова гра не є сиквелом будь-якої з попередніх. Сценою гри є Сиродііл, столична провінція континенту Тамріель, спільного для всієї серії The Elder Scrolls. Історія починається з того, що імператор Урієль Септім VII (озвучений Патріком Стюартом) у супроводі охоронців, відомих як Леза, прибуває до в'язниці Імперського міста. Вони намагаються втекти від асасинів із секти "Міфічний світанок", даедричного культу. Асасини вже вбили трьох синів імператора. Імператор із своїми охоронцями прямують до лабіринту каналізаційної системи з метою вибратися з міста. Таємний вхід до каналізаційної системи знаходиться в камері, де чекає на страту головний герой. Дорогою до виходу з міста на імператора та його свиту, до якої приєднався головний герой, нападають асасини Міфічного світанку. Перед тим, як загинути, Урієль Септім передає герою Амулет королів, який завжди носили імператори родини Септімів, й наказує йому передати амулет людині на ім'я Джофрі. Після смерті імператора гравець вибирається в світ Сиродіілу.
Відсутність в Урієля Септіма спадкоємця порушило древню угоду між династією та богами, завдяки якій утримувався бар'єр між Нірном (назва планети, на якій відбуваються події та де знаходиться Сиродііл) та планами Облівіону. Відчинилися численні ворота в Облівіон, з яких по всьому континенту Тамріель почалося вторгнення магічних істот, відомих як даедра. Джофрі розповідає герою, що єдиний спосіб назавжди зачинити ворота — знайти когось з імператорською кров'ю, хто міг би зайняти трон і знову запалити Драконові вогні в Імперському місті. На щастя, в імператора є незаконний син на ймення Мартін (озвучений Шоном Біном), священик у місті Кватч. Коли герой прибуває у Кватч, виявляється, що даедра напали на місто й знищують його. Вхід до міста перекривають масивні Ворота в Облівіон, тож герою доводиться ризикнути й увійти в той світ, перш, ніж шукати Мартіна. Зачинивши ворота, герой проникає у Кватч і переконує Мартіна піти з ним до пріорату Вейнон на зустріч із Джофрі.
Повернувшись у пріорат, герой стає свідком нападу на нього членів культу Міфічного світанку, в результаті якого, Амулет королів украдено. Надалі герой супроводжує Джофрі та Мартіна у твердиню агентів імператора Лез — Храм правителя хмар. Там Мартіна визнають імператором і Клинки присягають йому, а герой вирушає на пошуки Амулета, який був викрадений тими ж членами культу Міфічного світанку у Джофрі. Зібравши потрібну інформацію, герой робить спробу проникнути в місце таємних зібрань Міфічного світанку. Коли йому це вдається, керівник секти Манкар Каморан (озвучений Теренсом Стемпом), втікає через портал в кишеньковий світ під назвою Рай Манкара Каморана, який є підпланом Мертвих Земель, забираючи Амулет із собою. Герой заволодіває книгою, що відкриває портал, і, ознайомившись із нею, Мартін знаходить як це зробити. Герою потрібно знайти три ключі: даедричний артефакт, лати першого імператора з династії Септімів та Великий велкіндський камінь. Коли всі три елементи знайдено, Мартін називає останній ключ — Великий сигільський камінь з Великих воріт у Облівіон. Мартін та Джофрі вирішують ризикнути нападом даедра на місто Брума, при якому буде відкрито Великі ворота. Зачинивши ці Ворота в Облівіон, герой отримує Сигільський камінь.
Створюється портал Рай Манкара Каморана і герой проникає туди. Здолавши перешкоди та перемігши чудовиська на своєму шляху, він зустрічається з Камораном і вбиває його. Потім герой повертається з Амулетом королів до Мартіна Септіма, й разом з Лезами вони вирушають до Імперського міста, щоб знову запалити Драконові вогні, що поклало б край вторгненню даедра. Вони потрапляють у місто під час нападу даедра та даедричного принца руйнування Мерунеса Дегона. Герой разом із Мартіном прибувають до центру міста, в Башню Білого Золота, де Мартін вимагає у канцлера Окато признати його імператором як наслідника і Окато погоджується, однак церемонію перериває гонець із звісткою про те, що місто оточили в багатьох місцях відкриті ворота до Облівіону. Я тільки гонець повідомляє цю звістку, на Башню Білого Золота нападають даедра головний герой разом з Мартіном та рештою свити рушають відбивати інші райони міста і переходять до району Храму, але над головним героєм постає сам Принц Даедра Мерунес Дагон, який зміг проникнути крізь бар'єр між світами та напасти на Імперське місто з метою знищити його та храм де повинні запалюватись Драконові вогні, що неминуче призвело б до того, що більше ніхто не зможе їх запалити. Під час цих подій у Мартіна виникає ідея і він просить гравця допомогти проникнути до храму повз Мерунеса Дагона. Отже, гравець разом з Мартіном пробираються до Храму, де Мартін зачитує коротку промову, прощається з гравцем та розбиває Амулет королів, що трансформує його у золотого дракона і він зливається з духом Акатоша, бога-дракона часу, ставши по суті його аватаром в Нірні. Мартін у вигляді дракона викидає Мерунеса Дагона назад в Облівіон, а сам Мартін останній раз направляє свій погляд на головного героя, після чого починає кам'яніти перетворюючись в статую Дракона. Таким чином сам Мартін стає бар'єром, а ворота в Облівіон зачинені навічно, Амулет королів знищено, трон імперії залишається незайнятим. У своєму останньому монолозі Мартін Септім описує події оптимістично, зазначаючи, що майбутнє Тамріеля тепер у руках героя.

## Розробка
Робота над The Elder Scrolls IV: Oblivion розпочалася у 2002, незабаром після виходу Morrowind. 
До середини вересня 2004 Oblivion з'явилося офіційне повідомлення й було оголошено назву гри. Очолив колектив із 268 співробітників Кен Ролстон, провідний дизайнер Morrowind. Версії гри для персональних комп'ютерів та Xbox 360 були опубліковані із залученням 2K Games. Bethesda ставила перед собою мету випустити гру наприкінці 2005, щоб вона потрапила в список ігор, оголошених при запуску Xbox 360. Спочатку офіційною датою релізу для персональних ком'ютерів та Xbox 360 називалося 22 листопада 2005, але затримки в розробці відсунули її на 21 березня 2006. Версія гри для PlayStation 3, яку портувала компанія 2K Studios, вийшла 20 березня 2007 в Північній Америці та 27 квітня 2007 в Європі. Ця версія мала покращену графіку, розроблену вже після виходу версій для персональних комп'ютерів і Xbox 360, саме її хвалили за візуальну привабливість.
При розробці Oblivion Bethesda зосередилася на тому, щоб створити реалістичніший сюжет, правдоподібніші персонажі й краще сплановані квести, ніж у минулимому. У механізм гри вмонтовано систему штучного інтелекту, розроблену компанією Radiant AI software, що належить Bethesda, та фізику високого рівня рушія Havok. Для свого часу графіка вражала, зокрема процедури створення освітлення та тушування, такі як high dynamic range rendering (HDR) та specular mapping. При побудові теренів Bethesda розробила й почала використовувати процедурні засоби створення контенту, що дозволило будувати набагато складніші, ніж в попередніх іграх, пейзажі й краєвиди.

### Світ
Працюючи над пейзажами й архітектурою, розробники гри опиралися на фотографії визначних місць із власних туристичних екскурсій, книги-фотоальбоми, зображення текстур та топографічні фотографії. Засоби процедурного генерування контенту дозволити створювати реалістичне довкілля набагато швидше, ніж для гри Morrowind. Алгоритми ерозії забезпечили швидке й легке створення нерівних теренів, які замінили штучно згладжені простори Morrowind. В новій грі головним завданням графіки стало зображення флори, а не морських просторів, і колектив Bethesda використав низку методів створення великих та різноманітних лісів. Одним з таких методів став пакет SpeedTree компанії Interactive Data Visualization, Inc. Використання цього алгоритму дозволило одному дизайнеру отримувати деталізоване дерево за кілька хвилин, тільки задаючи і підправляючи встановлені значення параметрів. Особливий ефірний вигляд ігровим картинкам надає використаний дизайнерами ефект блум.
У світі Oblivion погода змінюється динамічно, є сніг, дощ, туман, ясне й захмарене небо, а над воротами в Облівіон небо моторошного кроваво-червоного відтінку. В Oblivion більше багатоповерхових структур, складніша топологія, ніж у попередніх іграх. Збільшена також відстань, на яку може бачити світ герой — з високих місць видно далекі міста та гірські хребти. За підрахунками Microsoft площа ігрового світу дорівнює 41 км². Міста в грі оточують ліси та гори, в яких густо посіяні руїни, храми та входи до підземель. Зустрічі з істотами, некерованими гравцем персонажами й пастками в підземеллях частіші, щільно впаковані. Населення світу Oblivion не відповідає «тисячам тисяч», про які багато говорилося. Розробники обмежилися такою кількістю персонажів, при якій гра протікає легко й добре, і не намагалися відтворити світ, як він описаний у книгах та легендах. Велике число персонажів на екранах сповільнювало б гру.
У відповідь на критику надто простої поведінки некерованих гравцем персонажів у грі Morrowind Bethesda розробила систему Radiant AI. Поведінка персонажів уже не задається жорстким програмним скриптом, персонажам надано можливість вибору дії, які вели б до наперед заданої мети. Те, коли персонажі сплять, їдять, читають, розмовляють між собою, залежить від ситуації, від того, що роблять інші та від програмно заданих рис характеру й світогляду. Наприклад, якщо персонаж повинен знайти їжу, він чи вона може при нагоді й запрограмованій злодійкуватості вкрасти в інших. Такий механізм дозволив отримати відчуття більшої природності дій. Діяльність окремих персонажів складна, вони можуть час від часу подорожувати з міста в місто або в певні дні тижня відвідувати церкву.
В Oblivion на відміну від попередніх ігор серії менше сцен завантажень при пересуванні гравця світом: гра зупиняється тільки коли гравець заходить чи виходить із приміщення або швидко перестрибує з одного місця в інше. Світ гри обмежений невидимою стіною на кордонах провінції. Здебільшого на місці цих стін вибудувані природні перешкоди, наприклад, гори, але в окремих місцях це неможливо, і гра попереджає гравця: «Далі йти не можна, поверни назад». Втім, краєвид в таких місцях простягається за межі світу на кілька миль.

## Виноски
1. ↑  Humble Store
2. ↑  All PS Now games A-Z: Browse the full list of games available to play with your PS Now membership
3. 1 2 3 4 5  Steam — 2003.
4. 1 2 3  The Elder Scrolls IV: Oblivion Interview. GameBanshee. UGO. 9 грудня 2004. Архів оригіналу за 16 липня 2013. Процитовано 1 червня 2007. [Архівовано 2007-07-02 у Wayback Machine.]
5. ↑  Kasavin, Greg (25 березня 2006). The Elder Scrolls IV: Oblivion Review (Xbox 360). GameSpot. Архів оригіналу за 26 лютого 2010. Процитовано 5 лютого 2010. [Архівовано 2010-02-26 у Wayback Machine.]
6. 1 2  Joynt, Patrick (26 березня 2007). The Elder Scrolls IV: Oblivion Review (PS3). GameSpy. Архів оригіналу за 16 липня 2013. Процитовано 5 лютого 2010.
7. ↑  The Elder Scrolls IV: Oblivion Guide & Walkthrough — PlayStation 3 (PS3) — IGN. IGN. Архів оригіналу за 4 травня 2007. Процитовано 23 жовтня 2011. [Архівовано 2007-05-04 у Wayback Machine.]
8. ↑  Pitts, Russ (3 серпня 2006). Oblivion: The Dagobah Cave. The Escapist. Архів оригіналу за 16 липня 2013. Процитовано 2 липня 2007.
9. ↑  The Elder Scrolls IV: Oblivion Q&A – Overview, Character Development, Fallout. GameSpot. 28 жовтня 2004. Архів оригіналу за 8 квітня 2014. Процитовано 26 травня 2007.
10. 1 2 3  Bethesda Softworks (2006). Elder Scrolls IV: Oblivion Official Game Guide. Prima Games. с. 77–133. ISBN 0761552766.
11. 1 2  Thorsen, Tor (10 вересня 2004). Elder Scrolls IV coming to PC, next-gen. GameSpot. Архів оригіналу за 28 серпня 2018. Процитовано 26 травня 2007.
12. ↑  Thorsen, Tor (16 червня 2004). Development of next-gen Elder Scrolls under way?. GameSpot. Архів оригіналу за 25 травня 2011. Процитовано 26 травня 2007. Obviously, we like candidates who understand RPGs and are familiar with the games we've made in the past.
13. ↑  Game credits for The Elder Scrolls IV: Oblivion. Moby Games. Архів оригіналу за 16 липня 2013. Процитовано 16 березня 2010.
14. ↑  Thorsen, Tor (3 лютого 2005). Take-Two to copublish Elder Scrolls IV, Cthulhu. GameSpot. Архів оригіналу за 21 листопада 2018. Процитовано 26 травня 2007.
15. ↑  Surette, Tim (6 жовтня 2005). Nine more games target 360 launch. GameSpot. Архів оригіналу за 25 травня 2011. Процитовано 26 травня 2007.
16. ↑  Thorsen, Tor (31 жовтня 2005). Elder Scrolls IV missing Xbox 360 launch. GameSpot. Архів оригіналу за 29 вересня 2007. Процитовано 26 травня 2007.
Valerias (10 грудня 2005). Oblivion: Release Date Dramas. GameSpy. Архів оригіналу за 2 червня 2012. Процитовано 27 травня 2007.
17. ↑  Staff (19 березня 2007). Bethesda Confirms Oblivion PS3 Shipping. Gamasutra. Архів оригіналу за 2 червня 2012. Процитовано 26 червня 2007.
18. ↑  Bishop, Stuart (19 березня 2007). Oblivion misses Euro PS3 launch. Computer and Video Games. Архів оригіналу за 2 червня 2012. Процитовано 3 серпня 2007.
Boyes, Emma (20 березня 2007). Top titles to miss Euro PS3 launch. GameSpot. Архів оригіналу за 30 вересня 2007. Процитовано 3 серпня 2007.
19. ↑  Haynes, Jeff (6 лютого 2007). The Elder Scrolls IV: Oblivion Hands-on. IGN. Архів оригіналу за 2 червня 2012. Процитовано 3 серпня 2007.
20. ↑  Sanders, Kathleen (11 серпня 2006). Oblivion: The PS3 Interview. IGN. Архів оригіналу за 16 липня 2013. Процитовано 3 серпня 2007.
21. 1 2  Houghton, Mat. Developers Corner: The Elder Scrolls IV: Oblivion. Game Chronicles. Архів оригіналу за 2 червня 2012. Процитовано 11 серпня 2007.
22. ↑  Shuman, Sid (23 травня 2006). Living in Oblivion. games.net. Архів оригіналу за 2 червня 2012. Процитовано 2 червня 2007.
23. 1 2  dela Fuente, Derek (20 липня 2005). Elder Scrolls IV: Oblivion – Q&A. TVG. Архів оригіналу за 2 червня 2012. Процитовано 2 червня 2007.
24. 1 2 3 4 5  The Elder Scrolls IV: Oblivion Interview with Gavin Carter. RPGamer. Архів оригіналу за 2 червня 2012. Процитовано 17 червня 2007. [Архівовано 2012-02-07 у Wayback Machine.]
25. ↑  Ghazi, Koroush. Elder Scrolls IV: Oblivion Tweak Guide [Page 7] In-Game Settings (Pt.3). TweakGuides.com. Архів оригіналу за 16 липня 2013. Процитовано 25 серпня 2011. [Архівовано 2013-07-08 у Wayback Machine.]
26. ↑  Martin, Chris (9 березня 2005). The Elder Scrolls IV: Oblivion – An Interview with Bethesda Softworks. GamesFirst!. Архів оригіналу за 2 червня 2012. Процитовано 2 червня 2007.
27. ↑  Chihdo, Danny. Reinventing Oblivion. Microsoft. Архів оригіналу за 23 грудня 2007. Процитовано 17 квітня 2007.
28. ↑  Wagenaar, Abram (8 грудня 2004). Fan interview December 2004. GameSpy. Архів оригіналу за 2 червня 2012. Процитовано 3 червня 2007.
29. ↑  Stein, Bobby. The Elder Scrolls IV: Oblivion Preview – Radiant A.I. Xbox.com. Архів оригіналу за 21 червня 2008. Процитовано 6 лютого 2010.
30. ↑  Rausch, Allen (22 жовтня 2004). The Elder Scrolls IV: Oblivion Preview. GameSpy. с. 4. Архів оригіналу за 2 червня 2012. Процитовано 6 лютого 2010.
31. ↑  Houghton, Mat. The Elder Scrolls IV: Oblivion – Interview with Todd Howard. Game Chronicles. Архів оригіналу за 2 червня 2012. Процитовано 6 лютого 2010.